# Sint-Pieterskerk (Sint-Pieters-Woluwe)

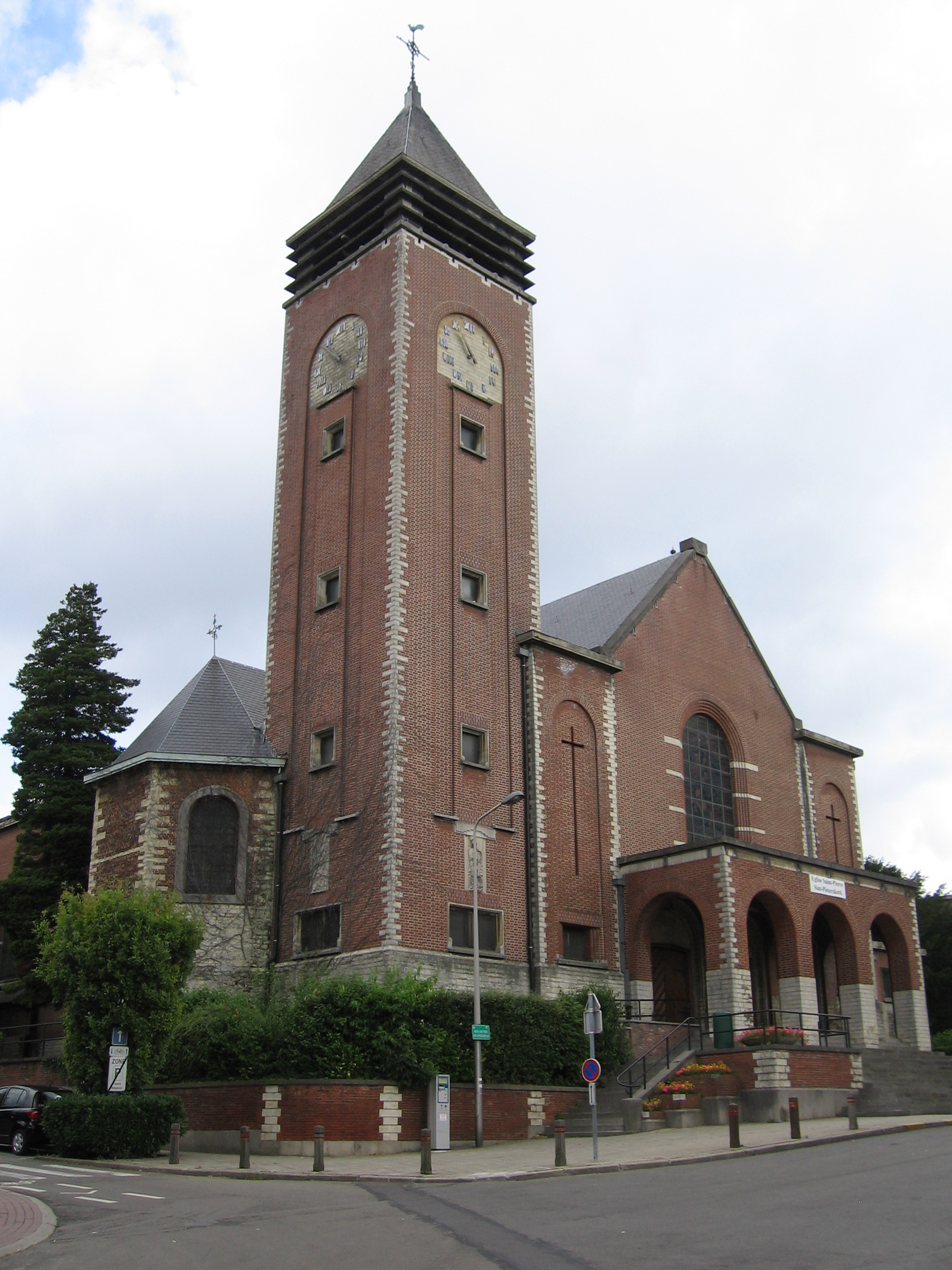
Sint-Pieterskerk

De Sint-Pieterskerk (Frans: Église Saint-Pierre) is een kerkgebouw in de Belgische gemeente Sint-Pieters-Woluwe in het Brussels Hoofdstedelijk Gewest. De kerk staat aan het Sint-Pietersvoorplein in de wijk Centrum in het noorden van de gemeente.
Op minder dan 500 meter naar het noorden bevinden zich 't Hof van Brussel en de Sint-Lambertuskerk. Op ongeveer 250 meter naar het westen staat het gemeentehuis van Sint-Pieters-Woluwe. Op ongeveer 250 meter naar het oosten stroomt de Woluwe.
Het kerkgebouw is opgedragen aan de apostel Petrus.

## Geschiedenis
Een handvest van 1164 vermeldt voor de eerste keer de Sint-Pieterskerk. De kerk met zijn omringende landen was toevertrouwd aan de abdij van de benedictijnse nonnen van Vorst. De kerk was waarschijnlijk romaans en - het dorp was bescheiden - had alleen een smal schip met een aangrenzende klokkentoren. Van dit gebouw zijn de fundamenten van steen.
Rond 1570 was het een onrustige periode en de parochie was na de dood van zijn parochiepriester bijna verlaten. De priester van het naburige dorp Sint-Lambrechts-Woluwe bediende de parochie regelmatig. Deze situatie duurde meer dan anderhalve eeuw, met als gevolg dat de twee parochies bijna in één waren.
In 1721 was de bevolking aanzienlijk toegenomen en besloot de aartsbisschop van Mechelen, met instemming van de abdis van Vorst, om opnieuw een priester te benoemen. De kerk was vervallen en de abdis van Vorst besloot om een nieuwe te bouwen. Het werk duurde van 1755 (legging van de hoeksteen) tot 1778. De nieuwe Sint-Pieterskerk werd op 14 juli 1778 ingewijd door aartsbisschop Joannes Henricus van Frankenberg.
In de 20e eeuw kreeg het dorp een steeds stedelijker karakter en was de kerk te klein geworden. Een koninklijk besluit van 1935 staat herbouw toe. Het werk begon in 1936. Om het koor en de kerktoren van 1755 te behouden, werd de as van het nieuwe gebouw haaks op het oude gesitueerd. Zo werd het oude koor een zijkapel in het linkergedeelte van de nieuwe kerk. Het oude koor en de oude toren zijn een beschermd monument.

## Gebouw
Het niet-georiënteerde bakstenen kerkgebouw bestaat uit een klokkentoren, een driebeukig schip met drie traveeën in pseudobasilicale opstand en een rond gesloten koor met een travee. De 20-eeuwse toren is in de front naast de lengte-as geplaatst en wordt gedekt door een tentdak. Het koor van de kerk uit 1755 is een zuidelijk zijkapel van het derde schiptravee en aan de noordzijde van dat schiptravee staat de oude kerktoren uit 1755. Het koor wordt gedekt door een zadeldak met een verlaagde noklijn ten opzichte van het zadeldak van het schip. De zijbeuken worden gedekt door eigen zadeldaken.